# Rubens Requião
Rubens Requião (Foz do Iguaçu, 13 de maio de 1918 - 29 de maio de 1997) foi um comercialista brasileiro.
Jurista Comercialista, nascido em 13 de maio de 1918, na cidade de Foz do Iguaçu.
Diplomou-se Bacharel em Direito, na Faculdade da Universidade do Paraná. 
No ano de 1940 restaurou o Departamento Jurídico da Associação Comercial, que dirigiu por um período de quinze anos, donde saiu agraciado com o título de Sócio Benemérito da referida instituição.
Depois da Segunda Guerra Mundial, ingressou no Magistério Superior, lecionando Economia Política, na Faculdade de Ciências Econômicas do Estado do Paraná.
Em 1958, concorreu à livre docência de Direito Comercial na Faculdade de Direito da Universidade do Paraná. Catedrático de Direito Comercial do Curso de Direito, além de Catedrático em Instituições de Direito Privado do Curso de Economia do setor de Ciências Sociais Aplicadas da Universidade Federal do Paraná. Na cadeira de Direito Comercial da UFPR, foi o sucessor de Oscar Joseph de Plácido e Silva.
Exerceu o cargo de Secretário do Interior e Justiça, sendo, posteriormente, eleito Deputado Estadual, na legislatura de 1961 a 1965 pela UDN, partido que ajudou a fundar em 1945.
A produção jurídica do professor Rubens Requião é extensa, chegando à publicação de mais de vinte estudos. Escreveu diversas monografias e passou a realizar conferências em diversas universidades do país. Participou do simpósio para a reforma da Lei de Sociedades Anônimas, convocado em 1970 pelo Centro de Indústrias de São Paulo, cidade onde ocorreu o evento.
Em face de seus trabalhos jurídicos, veio a ser contemplado na qualidade de membro do Instituto de Direito Comparado da Faculdade de Direito de São Paulo. Também recebeu títulos de Sócio do Instituto dos Advogados da Bahia e do Paraná.
Foi membro do Instituto dos Advogados do Paraná e sócio honorário do Instituto dos Advogados da Bahia.
Foi também o relator do anteprojeto de Lei que, posteriormente, se tornou a Lei que regulamenta o exercício da Representação Comercial (Lei n° 4886/65).